# Marc-Olivier Fogiel
Pour les articles homonymes, voir Fogiel.
Marc-Olivier Fogiel, né le 5 juillet 1969 à Neuilly-sur-Seine, est une personnalité française des médias, animateur, journaliste et producteur d'émissions à la radio ainsi qu'à la télévision.
Après avoir travaillé, dès la fin des années 1980, pour des émissions de divertissement de Patrick Sabatier sur TF1, il arrive sur Canal+ où il est chroniqueur et présente notamment TV+, un magazine consacré à l'actualité des médias, de 1996 à 2000. Il anime ensuite, sur France 3, de 2000 à 2006, le talk-show On ne peut pas plaire à tout le monde. Après un passage sur M6, il revient sur France 3 où il présente une nouvelle formule de l'émission Le Divan entre 2015 et 2018. Il produit également des émissions pour France Télévisions, Canal + et M6.
À la radio, il a exercé sur France Inter, présente la matinale d'Europe 1 de 2008 à 2011, et anime sur RTL, RTL Soir et On refait le monde notamment. 
Entre 2019 et 2024, il est directeur général de la chaîne d'information en continu BFM TV.

## Biographie

### Études et formation
Élève de la sixième à la terminale au lycée Janson-de-Sailly, dans le 16e arrondissement de Paris, il obtient en 1986 le baccalauréat (série D) puis en 1988, un DEUG d'économie à Paris II (« Assas »).

### Carrière à la radio

#### 1985: débuts, sur RTL
Après avoir travaillé comme standardiste pour les jeux en direct à RTL puis comme pigiste à la rédaction de la station à partir de 1985, il débute comme présentateur occasionnel, délivrant les résultats de courses hippiques sur RTL en utilisant un pseudonyme.

#### 2000-2005: France Inter
De septembre 2000 à juin 2005, il présente l'émission Vous écoutez la télé sur France Inter.

#### 2005-2008: retour sur RTL
Il rejoint RTL, la radio de ses débuts, pour animer durant trois ans de septembre 2005 à juin 2008, une rubrique d'entretiens matinaux diffusée peu après 8 heures, intitulée On pouvait pas le rater.

#### 2008-2011: Europe 1
En septembre 2008, à la demande d'Alexandre Bompard, nouveau président d'Europe 1, Marc-Olivier Fogiel arrive dans cette station pour y animer la matinale. Il annonce quitter RTL en « bons termes » ainsi que le groupe M6. Souhaitant se concentrer sur l'animation de la matinale, il arrête la présentation d'émissions télévisées.
Dès lors, Marc-O présente Europe 1 Matin du lundi au vendredi de 7 h à 9 h 30. En août 2009, la matinale est allongée d'une demi-heure et commence désormais à 6 h 30. Tous les matins, Nicolas Canteloup l'imite dans sa "Revue de presque", en parodiant sa présentation des titres de l'actualité. À l'été 2010, tandis qu'Alexandre Bompard reste à la direction d'Europe 1, bien que longtemps pressenti à la présidence de France Télévisions, Marc-Olivier Fogiel annonce poursuivre la matinale pour une troisième saison. Mais, le départ d'Alexandre Bompard est communiqué le 23 novembre 2010 et le 27 janvier 2011, Marc-Olivier annonce finalement qu'il va quitter la station avant que cette troisième saison se termine. Il anime sa dernière matinale le 11 février 2011 et Guillaume Cahour le remplace à la tête d'une matinale légèrement remaniée.

#### 2012-2019: RTL
En août 2012, Marc-Olivier Fogiel revient à RTL pour succéder à Christophe Hondelatte à la présentation de RTL Soir et de On refait le monde du lundi au jeudi de 18 h à 20 h sur RTL. Au printemps 2019, la tranche RTL Soir / On refait le monde qu'il anime depuis 2012 réunit 538 000 auditeurs, en baisse de 69 000 personnes sur un an et de 89 000 individus depuis la précédente mesure. À la fin de cette saison, il quitte la station et Thomas Sotto le remplace.

### Carrière à la télévision

#### 1988-1990: débuts avec Patrick Sabatier sur TF1
En 1988, Patrick Sabatier, qui officie alors comme animateur sur la station de radio RTL, engage Marc-O, alors âgé de 19 ans, comme assistant de production dans Avis de recherche, émission de divertissement de TF1 pour laquelle il conçoit des surprises censées émouvoir les personnalités invitées,. Puis, il travaille pour l'émission Tous à la Une, diffusée sur la même chaîne à partir de 1990. Sa mission consiste à se rendre chez des citoyens lambda pour leur faire une surprise.

#### 1992-2000: Canal +
En 1992, il est engagé par Canal+. Pour Télés Dimanche, l'émission de Michel Denisot consacrée aux médias, il travaille d'abord comme assistant, puis présente la chronique des nouvelles de la semaine. Il participe par ailleurs à la conception de l'émission Les Enfants de la télé lancée en 1994 sur France 2 et animée en début de soirée par Arthur.
Il obtient sa carte de presse en 1993.
Après avoir présenté C'est pas le 20 heures durant l'été 1993 sur Canal+, il anime en 1994 la rubrique « Le Visiophone », dans l'émission quotidienne La Grande Famille présentée par Jean-Luc Delarue sur Canal+.
Il devient présentateur à son tour de TV+ (la suite de Télés Dimanche) entre 1996 et 2000 et Un an de +, avec Bruno Gaccio puis Laurent Ruquier, entre 1998 et 2000. En 1999, il collabore aussi au quotidien France-Soir.
En 1999, Nicolas Plisson et lui créent leur société de production, PAF productions liée à la société de presse « PAF Presse », qui produisent, outre ses émissions, des reportages, des magazines et des divertissements pour plusieurs chaînes de télévision.
Interrogé lors d’un entretien accordé à Télé Star sur ses rêves de carrière en juin 2000, Marc-Olivier Fogiel déclare qu'il aimerait « diriger les programmes d'une chaîne ou présenter un JT »[réf. nécessaire].

#### 2000-2006: France 3
En 2000, il quitte Canal+ pour présenter et produire chaque vendredi soir, à partir du 6 octobre, On ne peut pas plaire à tout le monde (ONPP), un talk-show en direct sur France 3, diffusé d'abord en troisième partie de soirée puis en deuxième, avec Ariane Massenet comme coanimatrice et plusieurs chroniqueurs : Stéphane Blakowski, Alexis Trégarot, Delphine Cantelli et Anne-Élisabeth Lemoine (notamment pour les reportages),. De janvier 2004 à juin 2006, l'émission est diffusée le dimanche soir en première partie de soirée toujours en direct. En septembre 2004, Ariane Massenet quitte l'équipe pour Canal +, remplacée par Guy Carlier tandis que Jean-Michel Aphatie devient chroniqueur. Après avoir laissé ses chroniqueurs animer les best-ofs d'ONPP durant les étés 2002 à 2004 (partis de l'émission 
cette année-là) Fogiel et Guy Carlier assure la présentation en voix-off de Vu du bocal en 2005, représentés par des "poissons animés" dénommés Marco-Marco et Monguy. Le dernier numéro d'On ne peut pas plaire à tout le monde sur France 3 est diffusé le 11 juin 2006.
Le 16 janvier 2001, Marc-Olivier Fogiel présente une première première partie de soirée Un an de +, une émission créée et diffusée le samedi midi sur la chaîne privée Canal+, dont le principe a été concédé à France 3.
Pour France 3, il commente en direct avec Dave deux éditions du Concours Eurovision de la chanson : le 12 mai 2001 à Copenhague (Danemark) et le 25 mai 2002 à Tallinn (Estonie).
Les mêmes années et sur la même chaîne, il présente les rétrospectives de "Ils ont fait l'année" ainsi que le magazine de société Témoins extraordinaires, dans lequel il reçoit des personnes qui ont été confrontées à un fait divers ou une affaire ayant fait la une des médias.
Le 14 avril 2005, pendant la campagne électorale du référendum sur la Constitution européenne, il interroge, au nom de France 3, le président de la République, Jacques Chirac, dans l'émission Référendum : en direct avec le Président, aux côtés de Patrick Poivre d'Arvor, Jean-Luc Delarue et Emmanuel Chain.

#### 2006-2008 puis 2011: M6 et France 2
Marc-Olivier Fogiel rejoint M6 pour présenter, à compter du 12 septembre 2006, le talk-show en direct intitulé T'empêches tout le monde de dormir. L’émission accueille le même type d'invités que pour On ne peut pas plaire à tout le monde, émise sur France 3 quelques années plus tôt, se compose d'entretiens analogues et diffuse des reportages semblables ainsi que des SMS de téléspectateurs. Mais elle ne recueille pas les résultats alors attendus sur M6 (audience toujours inférieure aux objectifs de 18 % demandés par M6)[réf. souhaitée].
Il est assisté la première saison par Anne-Élisabeth Lemoine puis par Fabrice Eboué, qui s'occupent des SMS, MMS et vidéos. Armelle présente une rubrique décalée, en chanson.
En janvier 2008, Marc-Olivier déclare sur Canal+ qu'il n'est pas sûr de vouloir poursuivre cette émission : « Pour être honnête, rien n'est décidé pour l'avenir de l'émission en septembre prochain. Elle peut s'arrêter comme continuer. Nous sommes en train de discuter avec M6 de la meilleure façon de poursuivre notre collaboration et cela ne passe pas forcément par une nouvelle saison de T'empêches tout le monde de dormir ». Le 23 mai 2008, Bibiane Godfroid, directrice des programmes de M6, confirme l'arrêt de l'émission à l'issue de la saison 2007-2008, mais annonce que Marc-Olivier Fogiel et M6 travaillent sur deux nouveaux projets. Elle dément également son arrivée à la tête du futur 20 heures de M6.
À la rentrée, durant ses activités à Europe 1, il produit néanmoins quelques sujets sur M6 pour 100 % Mag, émission présentée par Estelle Denis et pour Vous aurez le dernier mot, présentée par Frantz-Olivier Giesbert sur France 2. Puis en 2010-2011, également sur France 2, il coproduit avec Rachel Kahn l'émission culturelle Semaine critique ! présentée également par Giesbert.
Il indique aussi quitter la station Europe 1 pour se consacrer à de nouveaux projets éditoriaux au sein des Nouvelles éditions Indépendantes, holding de Matthieu Pigasse : nouveaux magazines, projets radio et Internet. La presse évoque également un retour à la télévision à la rentrée de septembre 2011.
Sur M6, à partir d'octobre 2011, Marc-Olivier Fogiel présente Face à l'actu, un magazine consacré à l’actualité et diffusée le dimanche vers 13 h 30,. En dépit d'un rallongement puis de plusieurs modifications d'horaires, l'émission est arrêtée en décembre 2011, en raison d'audiences jugées insuffisantes.
En novembre et décembre 2012, il présente une série de quatre documentaires intitulés « Et l'homme créa le monde » pour la chaîne américaine Discovery Channel dans sa version francophone.

#### 2015 à 2019: retour sur France 3
Le 3 février 2015, il revient sur France 3 pour animer, en deuxième partie de soirée, Le Divan de Marc-Olivier Fogiel inspiré de l'émission d'Henry Chapier. En raison de médiocres résultats d'audience, la chaîne ne prolonge pas la production au-delà de juin 2017[réf. nécessaire]. Toutefois, France 3 diffuse à nouveau l'émission, le 27 avril 2018 avec Florent Pagny et le 25 mai 2018, en première partie de soirée, pour un numéro inédit avec Laurent Gerra. Marc-Olivier Fogiel n'achève pas l'année 2019 sur la chaîne, cessant de présenter cette émission (dont le dernier numéro est diffusé le 14 décembre 2018) pour rejoindre le groupe privé Altice.

#### 2019-2024: directeur général de BFM TV
Le 24 avril 2019, Alain Weill le nomme directeur général de la chaîne d'information nationale en continu BFM TV (groupe Altice-SFR). Il quitte en conséquence RTL (groupe M6) et prend ses fonctions sur la chaîne BFM TV en juillet 2019.
En 2019, il se déclare proche d'Emmanuel Macron. Lorsque celui-ci avait démissionné de sa fonction de secrétaire général adjoint de l’Élysée en 2014, il lui aurait proposé de rejoindre On refait le monde, son émission sur RTL,.
En mars 2021, Le Canard enchaîné révèle que Marc-Olivier Fogiel fréquente régulièrement, en compagnie d'une vingtaine de journalistes du groupe Altice (BFM TV, RMC, SFR), un restaurant clandestin parisien, en dépit des restrictions imposées par le gouvernement dans le cadre de la pandémie de Covid-19,,.
Le site Off-investigation décrit, dans une enquête publiée en 2023, un management autoritaire et vertical au sein de la rédaction de BFMTV, conduisant à des souffrances au travail. Très proche d'Emmanuel Macron, Marc-Olivier Fogiel est également accusé d'empiler « les entorses à la déontologie et les biais éditoriaux protégeant ses amis ou l’exécutif ». Il interdit par ailleurs l'usage de l'expression « violences policières ».
En juillet 2024, il est mis en cause pour une manipulation de l'information : des messages obtenus par des juges d’instruction montrent sa mobilisation, ainsi que celles d'autres figures de BFMTV, en soutien de Nicolas Sarkozy au moment de la fausse rétractation de Ziad Takieddine dans l'affaire du financement libyen de la campagne présidentielle de 2007. Cette connivence et compromission entre journalistes et responsables politiques suscite une contestation au sein de la rédaction,,,. Le 22 juillet, il est remplacé à ce poste par Fabien Namias.

### Vie privée
Marc-Olivier Fogiel est le fils d'un chirurgien-dentiste et d'une agente immobilière devenue gérante de LAG Presse, la société qui a coproduit jusqu'en juin 2017 l'émission Le Divan de Marc-Olivier Fogiel. Il a une sœur cardiologue et un frère informaticien.
MOF est marié avec François Roelants, photographe de profession. Leur mariage est célébré en 2013 à la mairie du 4e arrondissement de Paris par le maire de Paris, Bertrand Delanoë. Ils ont deux filles, nées de mère porteuse en 2011 et 2013,. Les deux enfants sont nées par gestation pour autrui (GPA) aux États-Unis qui aurait coûté plus de 100 000 euros par enfant. Cette pratique étant illégale en France,, il explique avoir eu recours à la GPA, l'adoption par les couples homosexuels en France n'étant pas autorisée à ce moment-là. Il entend avoir de nouveau recours à cette pratique, considérant que « l’agrément est un droit virtuel ».

## Engagements

### Lutte contre le sida et l'homophobie
Marc-Olivier Fogiel soutient activement les associations de lutte contre le Sida. En 2002, il prête son image à la campagne choc de l'association Sida Info Service, réalisée avec le magazine Entrevue. Il est mis en image nu par le photographe Philippe Robert, avec Ariane Massenet dénudée dans une scène suggestive. L'image est diffusée non seulement via des affiches mais également sur des sacs plastique distribués dans les supermarchés. Il renouvelle son engagement en 2011, en participant à une campagne de publicité pour la marque de préservatifs Make Love,,. Il justifie ainsi son engagement : « Parce que je vois trop de jeunes oublier qu'ils jouent avec leur vie quand ils font l'amour, je veux qu'un jour, ils puissent prendre du plaisir sans prendre de risque… » En 2014, il participe avec d'autres animateurs à Toute la télé chante pour Sidaction sur France 2.
Le 19 décembre 2018, il fait partie des plus de 70 célébrités qui signent l'appel de l'association Urgence homophobie. Il apparaît dans le clip de la chanson De l'amour, écrite et composée par Patxi Garat.

### Gestation pour autrui
Il milite pour la légalisation de la gestation pour autrui en France.

## Activités médiatiques

### Parcours en radio
- 2000-2005 : présentateur de Vous écoutez la télé sur France Inter
- 2005-2008 : présentateur d'On pouvait pas le rater sur RTL
- 2008-2011 : animateur d'Europe 1 Matin sur Europe 1
- 2012-2019 : animateur de RTL Soir et d'On refait le monde sur RTL.
- Depuis 2025 : Presentateur de L'interview de 8H15 sur RTL.

### Émissions de télévision
Avec les chaînes ou ses propres sociétés de production PAF Presse et PAF Production, détenues à 49 % par Endemol[précision nécessaire], il produit ou coproduit de nombreuses émissions.

#### Émissions en tant qu'animateur et producteur
- TV+ (Canal+) de septembre 1996 à juin 2000
- Un an de +, sur Canal+ de 1998 à 2000, puis sur France 3 de 2001 à 2002
- On ne peut pas plaire à tout le monde (France 3) d'octobre 2000 à juin 2006
- Ils ont fait l'année (France 3) en 2001 et 2002
- Témoins extraordinaires (France 3) en 2002
- ONPP vu du bocal (France 3, été 2005) : voix-off avec Guy Carlier
- T'empêches tout le monde de dormir (M6) de septembre 2006 à juin 2008
- Face à l'actu (M6) d'octobre 2011 à décembre 2011
- Le Divan de Marc-Olivier Fogiel (France 3) de février 2015 à décembre 2018.

#### Émissions en tant que présentateur / chroniqueur / intervenant / commentateur
- 1990-1992 : Tous à la une présenté par Patrick Sabatier (TF1) : participant
- 1992 : Télés Dimanche présenté par Michel Denisot (Canal+) : chroniqueur
- Été 1993 : C'est pas le 20 heures (Canal +) : présentateur
- 1994 : La Grande Famille (Canal +) animée par Jean-Luc Delarue : chroniqueur
- 2000 : Téléthon sur France Télévisions
- 2001 et 2002 : Concours Eurovision de la chanson (France 3) : commentateur en duo avec Dave
- 2005 : Référendum : en direct avec le Président (interview de Jacques Chirac, en simultané sur TF1, France 2, France 3 et M6)
- 2009 et 2010 : Sidaction (France 2)
- 2012 : Et l'homme créa le monde (Discovery Channel).

#### Émissions en tant que producteur
- Décrochez vos vacances (France 3) durant les étés de 2001 à 2006
- ONPP vu de la plage (étés 2002 et 2003) ; ONPP vu du désert (été 2004) présentés par Ariane Massenet, Stéphane Blakowski et Alexis Trégarot (France 3)
- Le Fabuleux Destin de... présenté par Isabelle Giordano (France 3), de septembre 2002 à juin 2004
- + Clair (Canal+), de septembre 2002 à juin 2008
- L'Hebdo Cinéma (Canal+) présenté par Daphné Roulier (2003)
- Si la télé m'était contée... (France 3), présentée par Claude Chabrol et Anne-Élisabeth Lemoine (2004)
- 30 ans : le fabuleux destin de France 3 présenté par Marianne James (septembre 2004)
- On a échangé nos mamans (M6) de 2005 à 2010
- Merci de couper vos portables (France 3) en 2006
- Vous aurez le dernier mot (France 2) présentée par Franz-Olivier Giesbert de septembre 2009 à juin 2010
- Semaine critique ! (France 2) présentée par Franz-Olivier Giesbert (2010-2011)
- Qui veut devenir président ? (France 4) présentée par Thierry Dugeon (avril 2012)[59]
- Master Classes (France 4) présentée par Pierre Lescure (2012-2014)[60].

## Filmographie

### Films et téléfilms
- 2004 : Les Filles du calendrier sur scène, téléfilm de Jean-Pierre Vergne : lui-même
- 2006 : Intime conviction, série de Patrick Sébastien (saison 1, épisode 2 : L'affaire Coffe) : apparition
- 2007 : Acteur, court-métrage de Jocelyn Quivrin : apparition
- 2011 : L'Exercice de l'État, film de Pierre Schoeller : le journaliste de la matinale
- 2014 : 24 Jours, la vérité sur l'affaire Ilan Halimi, film d'Alexandre Arcady : le journaliste de RTL
- 2019 : Toute ressemblance..., film de Michel Denisot : lui-même (caméo).

### Documentaire
- 2015 : Homosexualité : du rejet au Refuge de Sonia Rolland et Pascal Petit : intervenant

### Clip musical
- 2018 : De l'amour, chanson d'Urgence Homophobie : participant

## Style
Parfois surnommé le « pitbull du PAF »,,, Marc-Olivier Fogiel se distingue en interviews par un style jugé énergique, mais parfois agressif et cassant, notamment quand il tend à couper la parole à ses invités. Cela lui vaut d'être parfois tourné en dérision sur ce point : dans Les Guignols de l'info, la marionnette le caricaturant est systématiquement accompagnée d'une hyène apprivoisée nommée Zaza,. En 2006, il explique : « Quand je suis percutant, c’est toujours avec des forts, jamais avec les plus fragiles » mais reconnaît être parfois « horripilant » puis confie en 2011 : « C’est un défaut, je le corrige ».

## Polémiques et condamnations
Le 1er décembre 2003, lors d'une émission d'On ne peut pas plaire à tout le monde diffusée en direct, Dieudonné interprète un sketch mettant en scène un colon israélien et considéré par la chaîne et l'animateur comme antisémite. Poursuivi pour diffamation raciale, Dieudonné est finalement relaxé. Il est reproché à l'animateur-producteur d'avoir laissé passer ce sketch à l'antenne. La semaine suivante, 2 300 SMS de différents avis sont envoyés par les téléspectateurs en réaction à l'émission précédente ; une vingtaine de SMS censés résumer l'opinion du public passent à l'antenne ; parmi ceux-ci, le message : « ça te ferait rire si on faisait des sketches sur les odeurs des blacks ? Té tellement bête que ça me choque même plus ». Dieudonné accuse l'équipe de Fogiel de l'avoir écrit et porte plainte. Sa première plainte est classée sans suite.
Le 29 septembre 2005, à partir d'une seconde plainte déposée par l'humoriste Dieudonné, l'animateur-producteur est condamné à €5 000 d'amende par le tribunal correctionnel de Montpellier pour « injure à caractère racial » pour avoir diffusé et réécrit un SMS. Marc-Olivier Fogiel reconnaît avoir demandé à son rédacteur en chef d'édulcorer les nombreux messages reçus. Il ne fait pas appel de ce jugement.

## Publications
- Marc Olivier-Fogiel et Guillaume Depardieu, Tout donner, éditions Plon, 19 février 2004, 249 p. (ISBN 978-2259198936)
- Marc Olivier-Fogiel, entretiens par Muriel Beyer, À mon tour d'être sur le gril, éditions Plon, 24 septembre 2009, 216 p. (ISBN 2-259-21002-3, présentation en ligne)
- Marc-Olivier Fogiel, Qu'est-ce qu'elle a ma famille ?, Grasset, 2018. 
Ce récit sera librement adapté pour créer un téléfilm de fiction de même titre sorti en 2022 et rediffusé le 9 août 2023 sur France 2. Réalisé par Hélène Angel, avec Sofia Essaïdi et Malik Zidi dans les rôles principaux, il aborde de façon délicate et sensible le thème controversé de la GPA (gestation pour autrui). « Cette création originale aborde avec sincérité l’ensemble des questions que soulève ce sujet »[72].

## Documentaire
- La Télé de Fogiel de Déborah Uzan-Diamant, produit par Matthieu Delormeau (C8, 2017)